# Palpopleura albifrons
Palpopleura albifrons är en trollsländeart som beskrevs av Legrand 1979. Palpopleura albifrons ingår i släktet Palpopleura och familjen segeltrollsländor. IUCN kategoriserar arten globalt som livskraftig. Inga underarter finns listade i Catalogue of Life.